# Anthurium trisectum
Anthurium trisectum är en kallaväxtart som beskrevs av Luis Aloysius, Luigi Sodiro. Anthurium trisectum ingår i släktet Anthurium och familjen kallaväxter. Inga underarter finns listade.